# Neivamyrmex imbellis
Neivamyrmex imbellis är en myrart som först beskrevs av Carlo Emery 1900.  Neivamyrmex imbellis ingår i släktet Neivamyrmex och familjen myror. Inga underarter finns listade i Catalogue of Life.